# Économie de la culture
Vous lisez un « bon article » labellisé en 2007.
L’économie de la culture est la branche de l'économie s'intéressant aux aspects économiques de la création, de la distribution et de la consommation d'œuvres d'art. Longtemps cantonné aux beaux-arts, à l'édition, aux arts décoratifs, à la musique et aux spectacles vivants dans la tradition anglo-saxonne, son champ d'études s'est élargi depuis le début des années 1980 à l'étude des particularités des industries culturelles (cinéma, édition de livres ou de musique) ainsi qu'à l'économie des institutions culturelles (musées, bibliothèques, monuments historiques).

## Historique et délimitation

### Historique

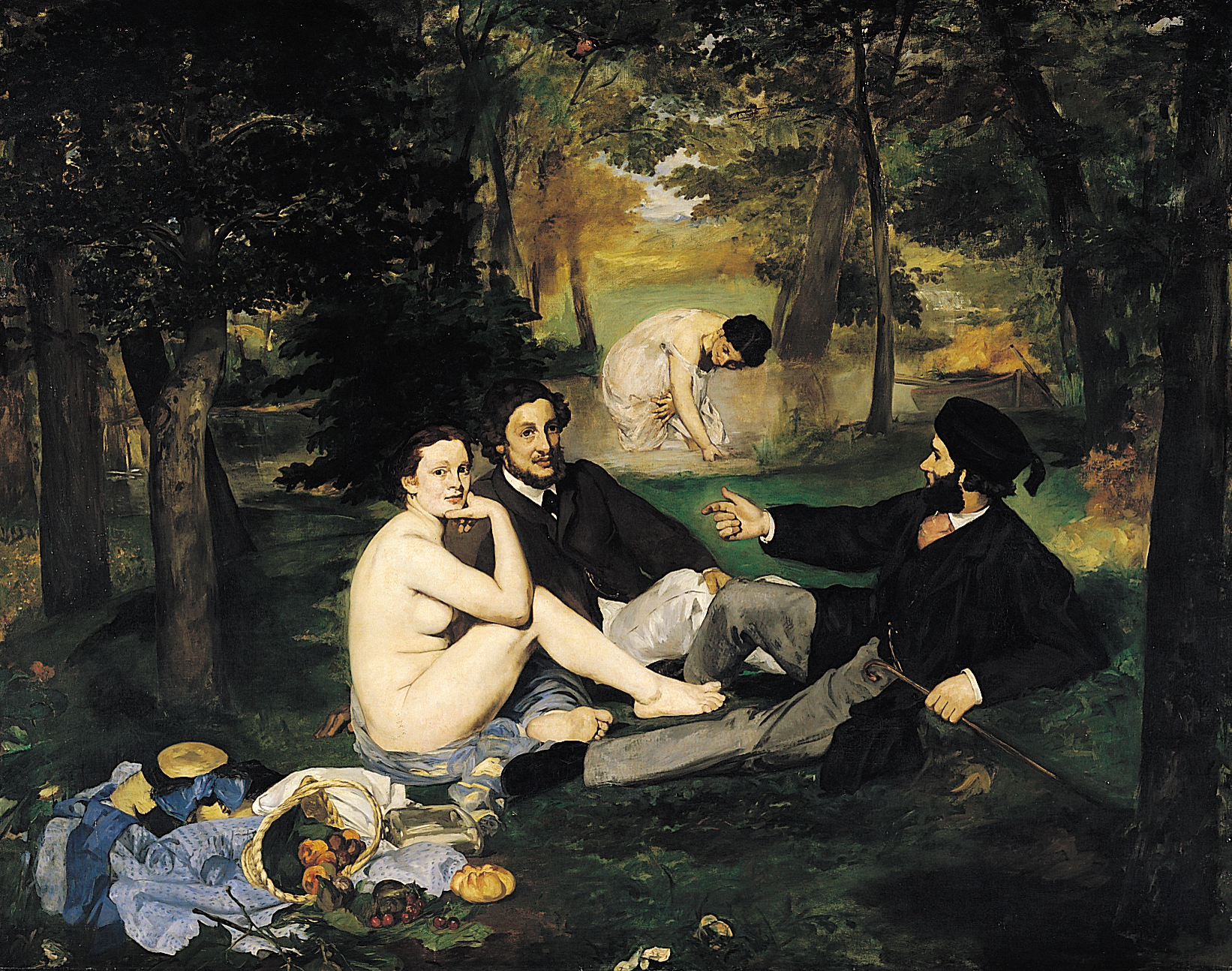
Le Déjeuner sur l'herbe de Manet. Les tableaux sont l'exemple-type de l'œuvre d'art unique et non reproductible : il n'existe qu'un seul original de la main de Manet.

L'analyse économique de l'art et des biens culturels en général est longtemps restée en dehors des limites de l'analyse économique. En effet, les œuvres d'art sont uniques : il n'y a pas deux Déjeuner sur l'herbe. Cette absence d'équivalent ou de concurrent conduisit ainsi David Ricardo à dire qu'il était impossible de les évaluer (Principles of Economics, tome 1). De même, Alfred Marshall remarque que la demande pour un type de bien culturel est fonction de la consommation du dit bien (plus on connaît un genre musical, plus on est à même de l'apprécier), ce qui faisait sortir ce type de consommation du cadre marginaliste dominé par la décroissance de l'utilité marginale.
Si les institutionnalistes américains (Kenneth Boulding, John Kenneth Galbraith) soulignent l'importance économique croissante de l'art, la fondation de l'économie de la culture en champ propre est due essentiellement aux travaux de William Baumol et William Bowen sur le spectacle vivant, à ceux de Gary Becker sur les biens addictifs et à ceux d'Alan Peacock (école du choix public). Sur le plan institutionnel, l'économie de la culture se dote d'un journal en 1977 (Journal of Cultural Economics), et la reconnaissance de son existence par la communauté des économistes est reconnue en 1994 à travers la parution d'une revue de littérature par David Throsby dans le Journal of Economic Litterature. Deux manuels faisant le point sur l'état de la littérature ont ensuite été élaborés, d'abord par Ruth Towse en 2003, puis par Victor Ginsburgh et David Throsby.
L'économie de la culture correspond aux cotes Z1 (économie de la culture) et Z11 (économie des arts) de la classification du Journal of Economic Literature.

### Délimitations

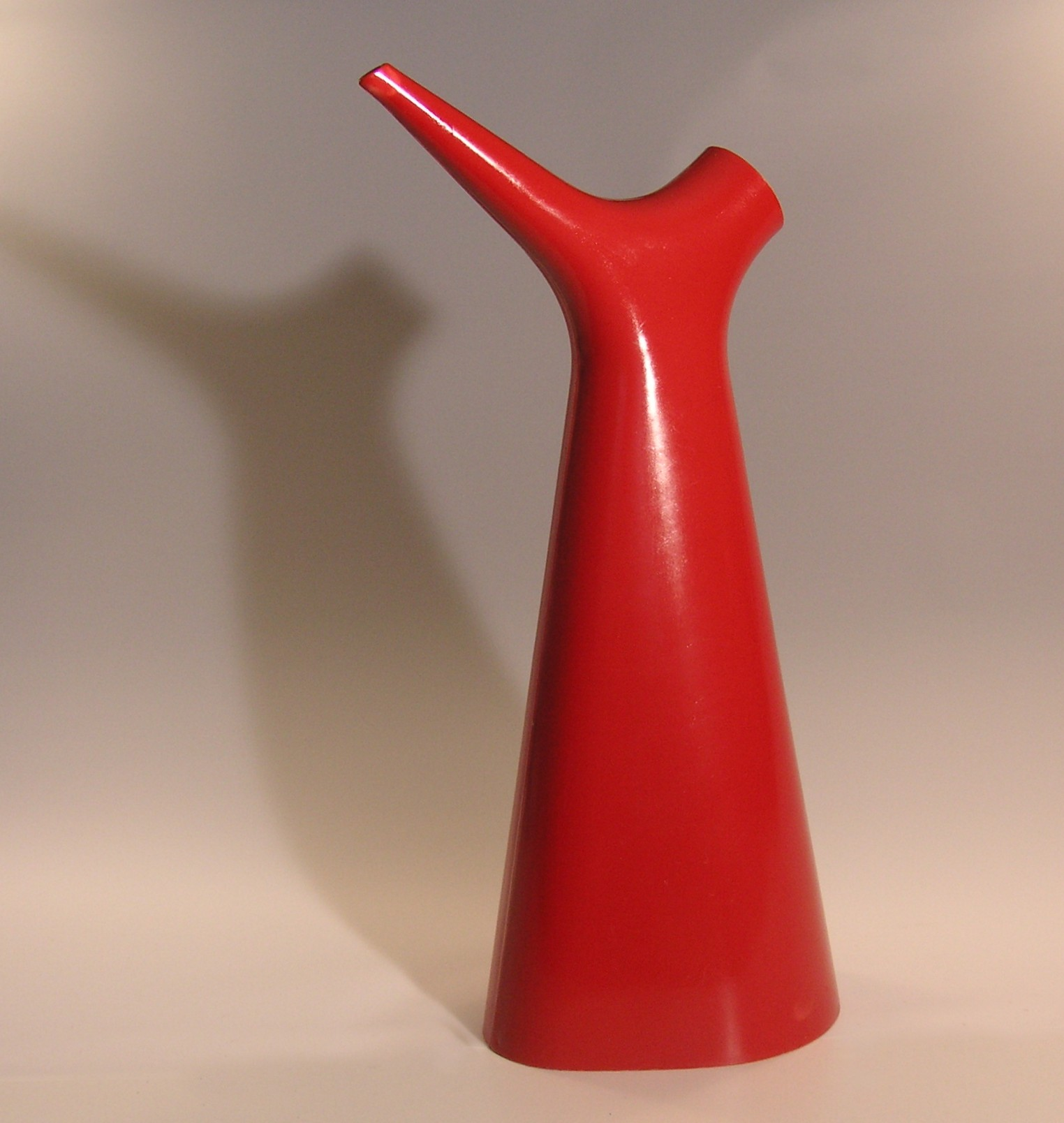
Les frontières de l'économie de la culture sont floues. Où finit la sculpture et où commence le design ? Les logiques économiques des deux secteurs présentent de grandes similarités.

La délimitation de l'économie de la culture pose le même problème que la délimitation de la culture elle-même. Le cœur de l'économie de la culture, et historiquement son premier domaine, est donc l'étude des beaux-arts et des spectacles vivants (théâtre, opéra). Ces thèmes constituent encore une part importante des articles de recherche.
Toutefois, un fait saillant des XIXe et XXe siècles est l'apparition de la culture de masse par le biais de biens à contenu culturel, mais produits selon des méthodes industrielles : les livres à grand tirage, la musique enregistrée, le cinéma, ainsi que le développement des médias du flux, radio et télévision, ou de contenu (internet). La question se pose alors de savoir dans quelle mesure ces biens relèvent de la culture : Harry Potter est-il aussi « culturel » que Le Père Goriot ? Les économistes de la culture ont fait valoir la difficulté à faire des distinctions dans ce domaine, qui relèvent le plus souvent de jugements de valeur subjectifs. Ils ont également mis en avant des spécificités dans la sélection des produits, leur fabrication et leur demande qui permettaient de différencier les biens culturels. Ainsi, ils ont pour trait commun d'incorporer un élément créatif dans leurs caractéristiques essentielles. Cependant, cette caractérisation est trop large. L'importance croissante du design fait que pour certains produits pouvant difficilement être considérés comme culturels (vêtements, baladeurs numériques), la dimension de créativité fait l'essentiel de la valeur.
C'est pourquoi les économistes du champ ont adopté le concept d'industries de contenu pour désigner l'ensemble du secteur produisant des biens dont l'essentiel de la valeur tient à leur contenu symbolique plutôt qu'à leurs caractéristiques physiques. Ainsi, un livre est un bien culturel, que le texte soit relié ou non, la couverture solide ou non, tandis qu'un baladeur numérique hors-service n'a plus de valeur malgré son design.
Par ailleurs, le concept d'économie de la culture rejoint certains des débats propres à l'économie immatérielle, à l'image de cette définition formulée par Olivier Bomsel (L’Économie immatérielle, industries et marchés d’expériences, Gallimard, 2010) : « La dématérialisation de l’économie tient à une représentation croissante de marchandises non pas sous forme d’objets, mais en termes d’utilité associée à une expérience, laquelle est à la fois individuelle et sociale. Dans de nombreux cas, cette dématérialisation s’accompagne d’un essor de services – la location se substitue à la vente, l’usage à la possession -, ou de la disparition du support matériel de certains biens. Mais son essence est avant tout conceptuelle : elle fait passer de la chose à son expérience consommée, et par là même, à l’information sous-jacente, au désir et au sens. De là l’essor des marques, des mots appelant à l’expérience et lui donnant socialement un sens ».
L'économie de la culture pour des œuvres immatérielles est à distinguer de l'économie du savoir ou économie de la connaissance par le statut de leurs auteurs. Autant un chercheur est évalué par ses pairs et donc peut être rémunéré forfaitairement par une institution publique ou privée et verser automatiquement ses œuvres au domaine public, autant un artiste est évalué par l'émotion que procurent ses œuvres à tout un chacun, mesuré principalement par l'acte d'achat des instances (immatérielles) des mêmes œuvres au prix du marché, rémunération plus équitable et non biaisée comme peut l'être une rémunération forfaitaire qui exclut les amateurs. La liberté de création est d'autant mieux préservée que chaque citoyen, artiste ou pas peut disposer d'un revenu de base inconditionnel.

## Problématiques

### Protection des biens culturels
Les destructions de biens culturels au cours de la Seconde Guerre mondiale entraînent la création en 1954 de la Convention de La Haye pour la protection des biens culturels en cas de conflit armé. L'importation de biens culturels de pays colonisés favorise la formation de la Convention de l’UNESCO de 1970 qui protège le patrimoine immobilier dans le contexte de la décolonisation. Les États membres de l'UNESCO adoptent en 1972 la Convention du patrimoine mondial qui met en place en 1976 un « Comité du patrimoine mondial » et un « Fonds du patrimoine mondial ». Cette convention est complétée en 1995 par celle d'UNIDROIT sur les biens culturels privés volés ou illicitement exportés.
Le trafic illicite des biens culturels est souvent cité par les médias comme le troisième trafic dans le monde après celui des drogues et des armes mais le manque de données (Interpol déplore à ce titre un déficit de remontée d'information) rend ce classement incertain.
L'organisme de police français chargé de la recherche des biens culturels (notamment les œuvres d'art) volés à des particuliers ou des institutions culturelles est l'Office central de lutte contre le trafic des biens culturels.

### Restitution des biens culturels
Les enjeux internationaux liés au retour et à la restitution des biens culturels (en) se développent. Depuis la fin des années 1990, les demandes de restitution se multiplient, notamment de la part des États d'Amérique du Sud, du Proche et Moyen-Orient et de pays africains anciennement colonisés.
En 1978, l'UNESCO offre un cadre de discussion et de négociation à cet effet en créant le Comité intergouvernemental pour la promotion du retour de biens culturels à leur pays d'origine ou de leur restitution en cas d'appropriation illégale.
Sont révélateurs à cet égard la demande officielle de la Grèce depuis plus de trente ans de la restitution de la frise du Parthénon au British Museum, la demande de l'Égypte en 2011 de restitution du buste de Néfertiti exposé au Neues Museum de Berlin, ou le trésor de Troie qui est restitué en septembre 2012 à la Turquie par l'université de Philadelphie. En France, malgré le principe d’inaliénabilité des collections publiques (voir l'édit de Moulins de 1566) réaffirmé par la loi du 4 janvier 2002 relative aux musées de France, les restes de Saartjie Baartman, la « Vénus hottentotte », sont restitués à l'Afrique du Sud en 2002, 21 têtes maoris sont rendues à la Nouvelle-Zélande en 2010 et la tête d'Ataï restituée aux clans kanaks de Nouvelle-Calédonie en 2014. D'importants débats secouent la France sur la restitution d'art premier aux pays africains à la suite du rapport Savoy-Sarr en 2018. En 2020, plusieurs restitutions ont eu lieu, au Bénin (26 œuvres dont 3 totems et le trône du roi d'Abomey Béhanzin), à Madagascar (couronne du dais de la reine Ranavalona III), au Sénégal (sabre d'Omar Saïdou) et à l'Algérie (24 crânes dont ceux de résistants lors de la prise de l'oasis de Zaatcha en 1849), et en 2021 à la Côte d'Ivoire (tambour parleur des Ébriés).

### La «maladie de Baumol» et l'économie du spectacle vivant

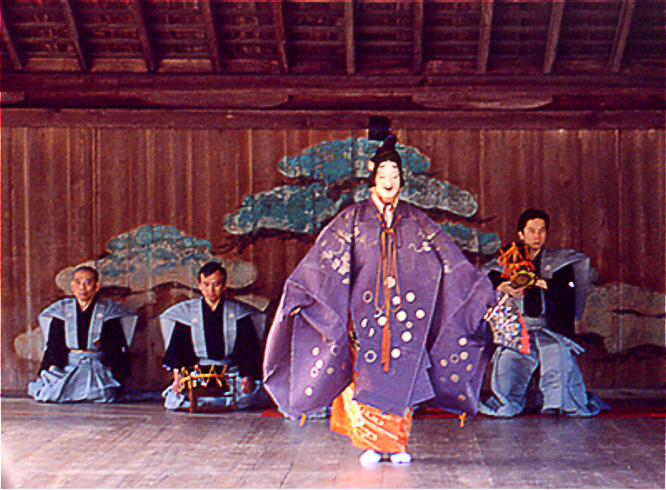
Théâtre nô au temple d'Itsukushima. En raison de son extrême codification et d'un répertoire pratiquement inchangé, le nô fournit une illustration pratiquement parfaite d'un art touché par la maladie de Baumol. Son existence est actuellement tributaire du système de trésor nationaux vivants du Japon.

L'article fondateur de Baumol et Bowen (voir infra) met en évidence un différentiel de productivité touchant les arts, et particulièrement le spectacle vivant. En effet, pour jouer le Tartuffe, il fallait en 1664 deux heures et douze acteurs. En 2006, il faut toujours deux heures et douze comédiens : aucun gain de productivité en plus de trois siècles. Or, comme le faisait déjà remarquer Adam Smith, le métier d'artiste exige un fort investissement en capital humain, et doit donc recevoir une rémunération à la hauteur. La rémunération des artistes doit donc, au minimum, croître comme celle de la population en général, suivant la productivité générale dans l'économie. Le coût d'une pièce augmente donc au rythme de la productivité, tandis que la productivité des acteurs n'augmente pas. Baptisée maladie des coûts par Bowen et Baumol, cette croissance inexorable du coût relatif des spectacles vivants explique la dépendance croissante de ceux-ci à l'égard de subventions publiques sans lesquelles cette activité serait condamnée.
La littérature sur l'économie des spectacles vivants procède largement de cette analyse, et se répartit selon deux axes majeurs : la contestation de la pertinence de cette maladie des coûts, et l'étude des modes de subvention des activités culturelles.
La première branche relève l'existence de gains de productivité réels dans ce secteur. Ainsi, une meilleure conception des salles de spectacle, des micros, la diffusion télévisée ou radiophonique ainsi que les enregistrements font qu'une même représentation peut être vue par un nombre de spectateurs sans commune mesure avec ce qui était possible avant les techniques de la diffusion de masse. Les industries culturelles fournissent ainsi d'importants financements aux spectacles vivants dont elles tirent la matière de leurs produits. Liée à l'économie de l'innovation, ce courant voit dans l'économie de la culture un cas particulier préfigurant des échanges économiques de plus en plus dématérialisés.
La deuxième branche, qui tient plus au choix public et à l'organisation industrielle, s'intéresse plus à la manière dont sont ou devraient être employées les subventions à la culture. Ces subventions sont en effet l'objet de critiques portant sur leur caractère régressif (les spectateurs des théâtres ou de l'opéra sont plutôt des ménages aisés, donc les subventions culturelles favorisent des populations déjà favorisées) ou la possibilité de leur confiscation pour certains acteurs (par exemple un directeur de salle ne faisant jouer que des œuvres absconses, au public très restreint, mais lui fournissant une image de promoteur de haute culture). Cette littérature s'attache donc à justifier l'existence des subventions en démontrant qu'elles permettent l'accès à la culture à un public plus large et en proposant des modes de contrôles s'assurant que les subventions sont utilisées conformément aux intérêts du public.

### Les marchés des œuvres d'art
Les œuvres d'art font l'objet d'échanges sur des marchés aux structures très variées. Dans les cas les plus simples, l'artiste vend directement sa production à ses clients, mais le plus souvent l'œuvre passe entre les mains de multiples intermédiaires. Ces niveaux d'intermédiation définissent autant de marchés, explicites, comme dans le cas de la librairie, ou implicites, comme dans le cas de la chaîne de production d'un film. De même, certains marchés sont très étroits, avec peu de biens et de transactions, les tableaux de maîtres anciens par exemple, alors que d'autres sont des marchés de masse (livres, musique enregistrée).

#### Marché et qualité
Bruno Frey souligne la croyance commune chez les intellectuels qu'un art de qualité ne peut exister qu'à la faveur d'un soutien public à la production artistique, le marché étant réputé conduire à une production de masse et de faible qualité. Frey remarque que la structure de marché ne fait que fournir le type de biens rencontrant une demande solvable. Dans le cas des biens culturels, il fournit ainsi à la fois des biens de très haute qualité à des prix très élevés, ainsi qu'un assortiment de biens en quantité et de qualités très diverses. En l'absence de norme consensuelle sur ce qui est de bonne ou de mauvaise qualité, affirme-t-il, le marché constitue un mode d'organisation des relations intéressant en cela qu'il permet à une grande variété de biens d'être produits.

#### Le cas de la peinture

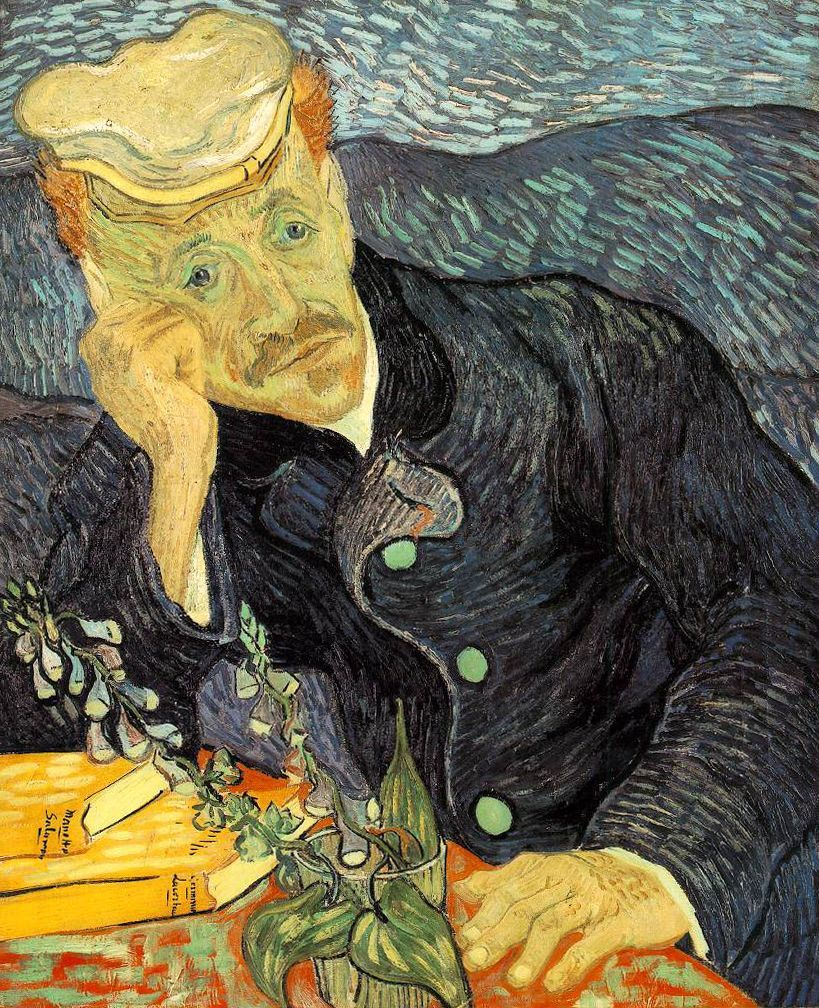
Vincent van Gogh, Auvers-sur-Oise - Portait du docteur Gachet (1890, juin). Ce tableau a fait l'objet d'une vente spectaculaire en 1990 pour la somme de 82,5 millions de francs. Du fait de tels montants exceptionnels et de l'existence de données anciennes sur les transactions, le marché de la peinture a fait l'objet d'une attention particulière de la part des économistes de la culture.

Le marché de la peinture se sépare en deux volets : celui des œuvres connues, classées, déjà jugées par l'histoire et dont la valeur est bien connue, et celui des œuvres contemporaines, plus sujet aux découvertes soudaines et aux effets de mode. Si le premier a beaucoup attiré l'attention par des transactions colossales, Portrait du Dr Gachet avec branche de digitale, de Vincent van Gogh, adjugé 82,5 millions de francs en 1990, les deux marchés partagent une même structure d'oligopole, avec un nombre limité d'acheteur et de galeries importantes.
Deux questions animent le débat économique autour de ce secteur : comment se forme la valeur, parfois très importante, d'une œuvre, et quelle est la rentabilité d'une œuvre art en comparaison avec des actifs financiers ?

##### La formation du prix
Les matériaux bruts d'une œuvre, toile et peinture ou bloc de pierre, ont en général une valeur marchande très inférieure à celle du produit fini. De même, le temps passé par l'artiste sur son œuvre ne semble pas expliquer les grandes différences de prix entre les œuvres. Leur valeur dépend donc fortement de la perception qu'en a le public potentiel, ainsi que les experts chargés d'établir cette valeur. On peut la décomposer dans trois éléments. Le premier est une valeur sociale, correspondant à un « capital artistique » de l'artiste, traduisant la considération que l'acquéreur reçoit du fait de la possession de l'œuvre. Le second représente la valeur artistique propre de l'œuvre au sein de l'ensemble de la production de l'artiste et de l'époque considérée, son importance pour les artistes ultérieurs, etc. La troisième est fondée sur le prix auquel s'est déjà échangée précédemment l'œuvre, traduisant une valeur spéculative sur laquelle l'acquéreur pourra se fonder au moment d'une revente éventuelle.
Chacune de ces valeurs est ainsi déterminée par des acteurs propres. La première procède du comportement d'un certain nombre d'experts tels les propriétaires de galeries, les directeurs de grands musées ou les commissaires-priseurs, dont les comportements servent de guides pour déterminer l'intérêt et la notoriété d'un artiste donné. La seconde valeur relève plus du jugement des historiens de l'art. Quant à la dernière, elle dépend essentiellement de la présence sur le marché d'acteurs qui ne sont intéressés par les œuvres qu'en tant que placement financier possible. Cet aspect fait l'objet de la section suivante.

##### Marché de l'art et spéculation
Cet aspect du marché de l'art a reçu une attention particulière pour deux raisons. D'une part, certains acteurs financiers (banques, assurances) ont vu au cours des années 1990 dans le marché des œuvres d'art la possibilité de réaliser des gains sans commune mesure avec ceux réalisables sur un marché des valeurs déprimé. D'autre part, ces transactions ont souvent lieu dans le cadre de ventes aux enchères. Elles se réalisent donc de manière très transparente, ce qui permet d'établir des bases de données renseignant les prix auxquels s'est vendu un même bien (une même œuvre) à des moments différents, parfois depuis 1652.
Les études empiriques sur la question font apparaître que si certains collectionneurs au nez creux ont pu multiplier leur mise par dix en quelques années, le rendement moyen des œuvres d'art est nettement inférieur à celui des actions, pour une volatilité au moins aussi importante. Avant d'interpréter cette différence comme le plaisir artistique de la possession d'une œuvre, ces études ne prennent pas en compte l'avantage fiscal dont bénéficient les œuvres d'art, exonérées de l'impôt sur la fortune et des droits de succession dans de nombreux pays.
En 1986, Baumol estimait le taux moyen de rendement sur vingt années des placements en œuvres d'art à 0,55 % par an. En comparaison, celui des titres financiers était de 2,5 %.

### Analyse économique du patrimoine culturel
Le patrimoine culturel se décline en deux volets : celui qu'on peut exposer dans un musée (peintures, sculptures, installations) et le patrimoine immobilier.

#### Quel rôle pour les musées?

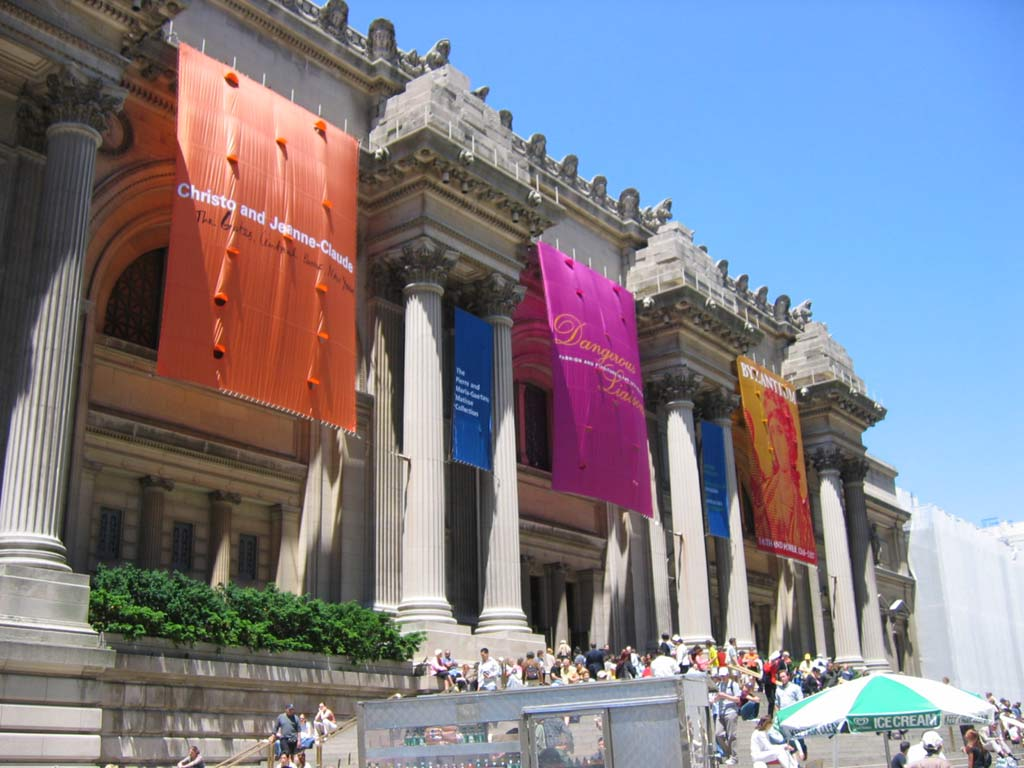
Façade du Metropolitan Museum of Art, 30 mai 2004. Par sa taille et son budget, ce musée fait partie des établissements dont la politique de conservation et d'exposition a des conséquences internationales.

Les musées ont un double rôle : conserver les œuvres qui leur sont confiées, et les exposer au public. Bien que les statuts soient très divers (du musée national à l'établissement privé), la quasi-totalité des musées sont explicitement à but non lucratif. Ils ont donc une nature de bien public, et posent les problèmes de financement qui y sont associés : le musée doit-il se suffire à lui-même, ou recevoir des subventions correspondant à autant d'impôts ? Ce problème est exacerbé par le fait qu'alors que la valeur des collections des musées est colossale, leurs budgets sont très restreints. De plus, souvent situés en centre-ville, il leur est très coûteux d'étendre leurs surfaces d'exposition au rythme de leurs acquisitions. C'est ainsi que les musées américains n'exposent que la moitié de leurs réserves, part encore très importante par rapport aux musées européens (moins de 5 % des collections sont exposées au centre Georges-Pompidou ou au musée du quai Branly).
Parallèlement, il existe un conflit entre les deux fonctions des musées. En effet, l'impératif de conservation pousse à une exposition limitée (l'exposition endommage les œuvres), de préférence des œuvres peu connues et s'adressant à un public spécialiste, afin de faire connaître les artistes peu connus et de faire progresser la recherche. Inversement, l'impératif d'exposition procède d'une volonté de permettre à l'ensemble du public de voir les œuvres essentielles des différentes cultures, et appelle donc à des expositions larges d'artistes connus, à même d'attirer au musée le plus grand nombre. Il est donc essentiel de comprendre quel rôle jouent les différents acteurs (directeurs de musées, conservateurs, commissaires d'exposition) et de leur fournir des incitations à trouver le juste équilibre entre leurs deux rôles. Ce pan de l'analyse économique des musées fait donc une large part aux outils de l'organisation industrielle, en particulier la théorie des contrats.
Un dernier élément est venu récemment s'ajouter aux précédents, celui de la gestion de la propriété intellectuelle. L'essentiel des collections muséales sont en effet dans le domaine public. Or, une part croissante des revenus des musées provient de produits dérivés (cartes postales, catalogues, etc.), ce qui les incite à limiter, voire à interdire la reproduction de ces œuvres à la fois pour des raisons de conservation (les flashs endommagent les tableaux) et de préservation de cette source de financement. Le problème se redouble quand on considère un ensemble d'œuvres. Si chacune est dans le domaine public, leurs choix parmi toutes les œuvres possibles, les rapprochements entre elles sont le fruit du travail du commissaire d'exposition, et partant procèdent de la propriété intellectuelle. Cet élément participe donc au débat sur les droits des personnes amenés à créer des éléments originaux dans le cadre de leurs fonctions.

#### Vieilles pierres

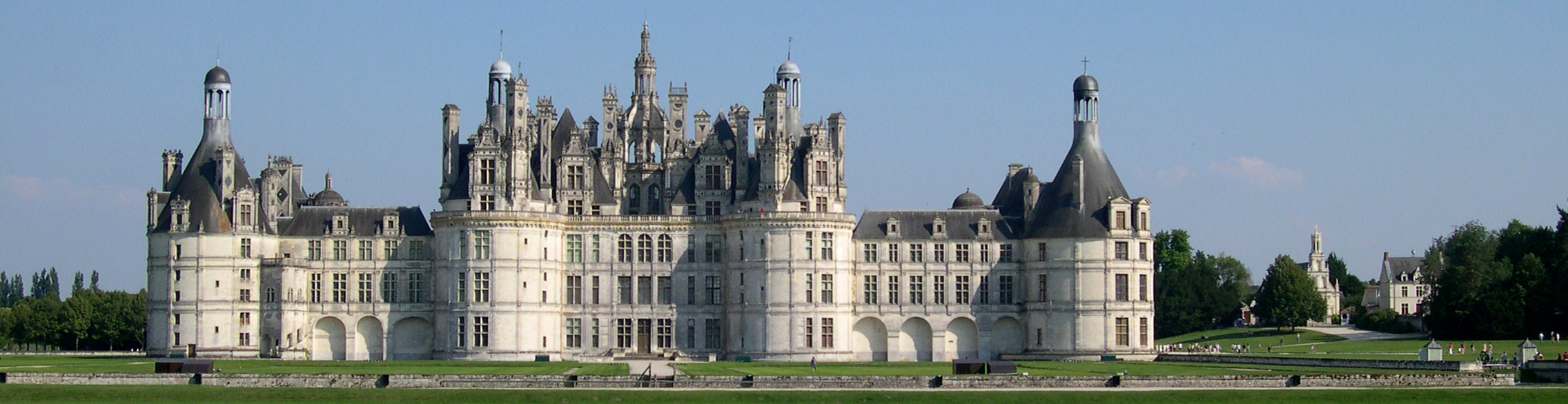
Le château de Chambord, classé depuis 1981 au patrimoine mondial de l'UNESCO, illustre l'importance prise par le patrimoine culturel immobilier dans les politiques culturelles.

Le patrimoine culturel immobilier constitue un ensemble toujours croissant de bâtiments et de structures fixes auquel est attribuée une signification culturelle particulière. Dans de nombreux pays, à l'image de ce qui se fait en France, existe un système de classement (l'Inventaire des monuments historiques) donnant droit aux propriétaires de ces biens à des réductions fiscales et à des aides à la restauration, en échange de limitations sur les possibilités de modification des bâtiments et d'une obligation d'ouverture partielle au public.
L'étude des effets de ces mesures reste balbutiante. Si pour les grands sites (château de Chambord, chapelle Sixtine), le même arbitrage que pour les musées existe entre préservation et exposition, on peut se demander s'il est vraiment nécessaire de restaurer tous les châteaux français. De même, l'évaluation des inefficacités d'allocation du capital entraîné par ces niches fiscales reste pratiquement inexistante.[pas clair]

### Les biens culturels: des biens pas comme les autres?

#### Définition des biens culturels
Une définition des biens culturels figure dans l'article premier de la Convention pour la protection des biens culturels en cas de conflit armé signée en 1954 à La Haye. Chaque État dresse une liste de biens mobiliers ou immobiliers qu'il considère comme important pour son patrimoine (produit des fouilles archéologiques, collections scientifiques, manuscrits rares, œuvres d'art, objets d'antiquité, d'intérêt artistique ou historique, etc.).

#### Caractéristiques des biens culturels
Alors qu'une œuvre originale, un tableau ou une sculpture sont peu reproductibles (il manque à la copie quelque chose qui donne toute sa valeur à l'original), il existe une vaste gamme de biens culturels pour lesquelles le support n'a pas d'importance, et où le paramètre important est la valeur des nombreuses copies d'un original : les livres, les disques, le cinéma, etc. Ces biens constituent le cœur des industries culturelles. Leur délimitation précise pose de nombreux problèmes de définition. On considérera ici qu'il s'agit essentiellement de l'édition de livres, de disques, d'œuvres de cinéma, de télévision et de radiodiffusion.
Les industries culturelles sont caractérisées par plusieurs principes qui distinguent les biens culturels :
- (en) nobody knows : le succès (donc la demande) pour un bien culturel donné est très difficilement prédictible, même par les agents spécialisés du secteur concerné. Cette caractéristique procède de leur nature de biens d'expérience purs (on parle également de biens de prototype)[pas clair].
- infinie variété : alors que les biens usuels (voiture, ordinateur) sont différenciés sur un nombre fini et relativement faible de caractéristiques, les biens culturels sont différenciés sur un nombre très important de caractéristiques, les rendant peu comparables. De plus, la plupart de ces caractéristiques sont de nature subjective, et donc ne peuvent pas faire l'objet de processus de comparaison objectifs.
- forte concentration des ventes : la majeure partie des ventes est concentré sur un petit nombre de variétés à succès (best-sellers ou blockbusters).
- cycle de vie court : l'essentiel des ventes pour un bien donné se réalise dans les semaines suivant sa mise en vente. Si les ventes ont été mauvaises durant cette période, il faut un événement exceptionnel pour les relancer.
- des coûts fixes très importants : l'essentiel des coûts est supporté avant la mise en vente de la première unité. Par exemple, les frais de tournage d'un film sont plusieurs ordres de grandeur plus importants que le coût à en tirer une nouvelle copie[pas clair].

L'analyse économique des industries culturelles s'intéresse aux fondements de ces caractéristiques (étude de la demande de biens culturels), aux mécanismes mis en place par l'offre pour tenir compte de ces contraintes (avec les outils de l'organisation industrielle), ainsi qu'à leurs conséquences quant à la qualité et à la variété des biens produits.

#### L'offre propose, la demande dispose?
François Rouet fait remarquer que dans le cas du livre, le choix éditorial repose moins sur un choix au sein de l'offre de ce qui semble répondre à une demande que sur la possibilité de créer une demande correspondant aux œuvres retenues. Il illustre par là l'obscurité de la relation entre offre et demande de biens culturels. D'un côté, on observe que les dépenses publicitaires servent non seulement de signal sur la qualité du bien, mais ont un rôle dans la formation des préférences des consommateurs, en faisant apparaître tel ou tel sujet ou genre comme appartenant à un niveau culturel ou un style de vie donnés. Toutefois, Caves démontre dans le même chapitre que la corrélation est loin d'être robuste, et que des films ont engagé des dépenses considérables (comme Le Bûcher des vanités de Brian De Palma) sans parvenir à augmenter significativement la demande.
La caractéristique de « variété infinie » combinée à l'incertitude implique donc qu'il existe pour les biens culturels des phénomènes de filière inversée (terme de John Kenneth Galbraith) dans le sens où l'offre, en l'occurrence la production, fait toujours un choix propre dans l'espace de dimension infinie des biens disponible. Toutefois, la propriété de nobody knows mise en avant ci-dessus implique que le tri final entre les biens rencontrant un succès commercial ou critique relève essentiellement de préférences inconnues de la demande, difficilement manipulables par l'offre.

#### L'importance des effets d'apprentissage
Comme le note R. McCain, la consommation des biens culturels repose sur l'existence d'un actif économique spécifique qu'il nomme le goût. Ce goût pour une classe de biens est directement lié à la formation reçue à apprécier ces biens, comme un cours d'histoire de l'art de la Renaissance pour un tableau du Titien et au nombre de biens du même type consommés auparavant. On peut ainsi argumenter que la lecture de Harry Potter et l'Ordre du phénix est d'autant plus agréable qu'on a déjà lu les tomes précédents.
Le goût s'analyse donc comme une forme de capital s'accumulant du simple fait de la consommation de biens culturels. La consommation de biens culturels relève donc pour partie des phénomènes d'addiction rationnelle, qui permettent d'analyser de manière dynamique la réponse de la consommation des biens culturels à des variations de prix et d'offre. En particulier, du fait de la complémentarité entre la valeur du stock de capital et l'utilité retirée d'une consommation présente, la demande de biens culturels ne répond qu'avec retard à une hausse du revenu ou des prix, le premier effet amplifiant la « Maladie de Baumol ».

#### Lesmajorset les indépendants

##### L'oligopole à frange ou la théorie du centre et de la périphérie
Les principales industries culturelles, édition de livres, musique et cinéma, sont dominées chacune par un oligopole à frange formé d'un petit nombre d'entreprises intervenant le plus souvent sur tous les marchés à la fois, et désignées sous le nom de majors. Pourtant, chacun de ces secteurs comporte un nombre très important d'entreprises, avec une myriade de très petites entreprises (éditeurs ou producteurs indépendants par exemple). Chacun de ces secteurs présente donc une structure d'oligopole à frange. Autour de très grosses entreprises, disposant de moyens de production, de distribution et de promotion très importants, gravitent des petites entreprises, qui jouent le rôle de premier filtre au sein de l'offre artistique. Ainsi, il est commun que le succès d'un artiste produit par une petite maison ait pour résultat le rachat de la maison par un grand groupe.
Dans le domaine de la musique enregistrée, Mario d'Angelo a étudié le phénomène en appliquant l'approche système (le secteur est considéré comme un système fondé sur l'interdépendance entre ses membres, ceux qui sont qualifiés de majors et ceux qui sont qualifiés d'indépendants). Les stratégies peuvent alors s'analyser en fonction de positions centrales ou périphériques dans le système caractérisé par un oligopole non figé qui se nourrit en permanence de sa périphérie :
- au centre, les entreprises sont des organisations multinationales, diversifiées dans les différents métiers de la chaîne de la musique enregistrée et appartiennent à un grand groupe mondial investi dans plusieurs branches des industries culturelles et des médias. Elles sont également structurées pour assurer la distribution à l'échelle mondiale et cette maîtrise de la promotion et des marchés est liée à leur capacité à gérer la notoriété de leurs artistes,
- à la périphérie, une multitude d'entreprises, locales (liées à un ou quelques marchés territoriaux), donc de faible taille avec une diversification variable mais plus souvent une activité de production. Leur force repose sur leur capacité d'innovation et de créativité, le plus souvent liée à la proximité voire au contrôle de ces entreprises de production par des artistes. Toutefois, les entreprises de la périphérie dépendent pour beaucoup des entreprises du centre qui sont leurs donneurs d'ordre, soit parce qu'elles commercialisent leurs productions, soit parce qu'elles assurent la défense de la profession (lobbying par exemple pour la législation protégeant les droits des producteurs).

Dans l'analyse de d'Angelo, les stratégies de concentration reflètent l'histoire de la constitution des majors dans le disque : le centre n'est pas monolithique ni figé, mais au contraire renouvelé constamment par la périphérie. Paradoxalement, les conflits idéologiques entre grands (centre de l'oligopole à frange) et petits (périphérie ou frange de l'oligopole) sont forts alors que sur le terrain, la complémentarité a longtemps prévalu dans des stratégies ajustées permettant des rachats, des fusions, des prises de participation.
Cette théorie du centre et de la périphérie trouve également son application dans l'ensemble des industries culturelles où l'action des groupes mondiaux a été déterminante jusqu'au début des années 2000. Cependant on ne saurait parler d'un oligopole pour tout cet ensemble de branches. Le terme de major devant quant à lui être limité strictement à une branche. Ainsi en 2002, le groupe Sony, étudié par Mario d'Angelo, occupe une position de major dans le secteur du cinéma (via sa filiale Columbia Tristar), la musique (via sa filiale Sony Music), les jeux vidéo. En revanche ce groupe est quasi absent de la scène mondiale dans le livre et la presse, la diffusion radio et télévision. Dans la constitution de la vingtaine de géants qui façonnent les industries culturelles et des médias, les stratégies financières et l'accès aux technologies ont été plus déterminantes que les stratégies de produits/marchés (ou de contenus). Dans les industries de l'écrit Mario d'Angelo analyse que les aires linguistiques ont longtemps été (et sont encore) des freins naturels considérables à une expansion d'entreprises en position centrale. C'est donc la capacité financière utilisée dans des stratégies d'opportunités (en particulier lorsqu'il y a possibilité de rachat d'un indépendant sur un marché dans une autre aire linguistique) qui sont les plus payantes (par exemple, la déconfiture de Vivendi Universal et les restrictions apportées par les autorités de régulation du marché de l'Union européenne au rachat de ses activités d'édition par Lagardère (via sa filiale Hachette) se sont finalement soldés par la vente obligée de certaines des filiales opérant dans le livre et la presse à des groupes non français, comme Bertelsmann.
On doit toutefois à présent s'interroger sur le devenir de ce modèle de concentration et de croissance dans les industries culturelles et des médias, dans la mesure où Internet, non seulement favorise de nouveaux entrants sans expérience des industries de contenus, mais aussi modifie les règles du jeu qui prévalaient longtemps. La physionomie et les composantes de l'oligopole à frange ont entamé leur mutation.

##### Lesmajors
Par major, on désigne des entreprises internationales opérant essentiellement sur les marchés des pays riches, et dont la production et l'édition de biens culturels constitue l'essentiel de l'activité. Le phénomène des majors est ancien, puisqu'il existait déjà dans les années 1920 de grands conglomérats (RKO Pictures par exemple) regroupant des activités de cinéma et de télévision. Toutefois, les majors constituées dans les années 1990 relèvent d’une autre logique. Elles se sont en effet construites soit par l'extension aux marchés voisins de groupes de contenu (News Corporation, Pearson), soit par rachat de fournisseurs de contenus anciens (Time Warner, Universal) par des groupes de contenant ou de réseaux (Vivendi, Sony, AOL). Les acteurs attendaient de cette union dans un même groupe des contenants et des contenus des synergies en matière d'efficacité de la production (économies d'échelle) et de pouvoir de marché. Les unes comme les autres ne se sont pas réalisées, du fait de l'incertitude inhérente aux biens culturels, et surtout parce que chaque groupe a éprouvé la perte qu'il y avait à exclure les contenus des concurrents de son propre réseau de distribution, et réciproquement de celle à ne pas être distribué par les réseaux concurrents. Il en a résulté, au début des années 2000, une vague de réorganisation de ces groupes dans le sens d'un recentrage sur un certain nombre d'activités complémentaires (presse et édition, cinéma, télévision et musique), aboutissant à la création de groupes sectoriels.

#### Listes des biens culturel les plus vendus en France
Classement à relativiser. Car la consommation musicale et filmographique se fait majoritairement par abonnement à un service de streaming.
| Année | Biens culturels    | Nombre de ventes | Éditeur        | Société               | Catégorie  | Source |
| ----- | ------------------ | ---------------- | -------------- | --------------------- | ---------- | ------ |
| 2019  | FIFA 20            | 1,192 millions   | EA Sports      | Electronic Arts       | Jeux vidéo | [ 33 ] |
| 2018  | FIFA 19            | 1,353 millions   | EA Sports      | Electronic Arts       | Jeux vidéo | [ 34 ] |
| 2017  | FIFA 18            | 1 364 millions   | EA Sports      | Electronic Arts       | Jeux vidéo | [ 35 ] |
| 2016  | FIFA 17            | 1,426 millions   | EA Sports      | Electronic Arts       | Jeux vidéo | [ 36 ] |
| 2015  | FIFA 16            | 1,272 millions   | EA Sports      | Electronic Arts       | Jeux vidéo | [ 37 ] |
| 2014  | FIFA 15            | 1,292 millions   | EA Sports      | Electronic Arts       | Jeux vidéo | [ 38 ] |
| 2013  | Grand Theft Auto 5 | 1,359 millions   | Rockstar Games | Take-Two interactives | Jeux vidéo | [ 39 ] |

### Économie du travail des artistes
À l'opposé d'une vision de l'artiste comme tout entier dévoué à la cause artistique, l'analyse économique de l'offre de travail des artistes part de la perspection de rationalité des agents pour comprendre les spécificités de l'offre de travail des artistes. Le marché du travail des artistes présente en effet quatre caractères distinctifs :
- une distribution très déséquilibrée des gains, désignée sous le nom de star system, où un très faible nombre d'agents reçoivent une part très importante du total des rémunérations ;
- un excès d'offre systématique : il y a toujours plus de personnes voulant gagner leur vie par une activité artistique que de demande :
- des gains non monétaires conduisant les agents sur ce marché à accepter des rémunérations nettement inférieures à celles que leur vaudrait ailleurs leur niveau de qualification ;
- une non-séparation de l'artiste et de l'œuvre : les artistes sont intéressés dans l'image que leur production donne d'eux-mêmes.

#### LeStar System

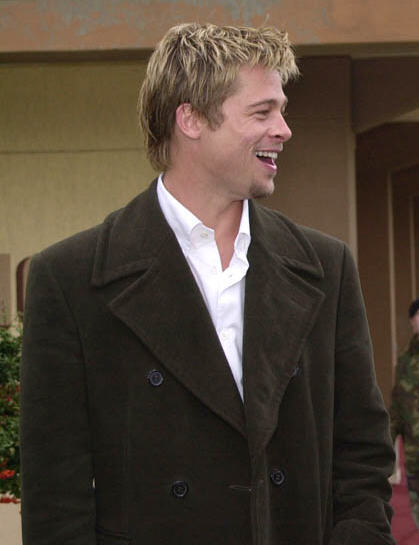
Par ses revenus et l'attention qu'il concentre, l'acteur Brad Pitt incarne le fonctionnement du Star System.

Par Star System, on désigne le fait qu'en matière de rémunération des artistes, une poignée d'entre eux, les Stars, reçoivent une part très importante des rémunérations. Initiée par Sherwin Rosen, l'explication de ce phénomène repose sur la double incertitude qui caractérise les marchés des biens culturels : le consommateur ne sait pas si un bien culturel va lui plaire avant de le consommer (penser au roman policier : c'est rarement avant les dernières pages qu'on peut se faire une opinion sur la qualité de l'intrigue), et le producteur ne sait pas si un produit donné va marcher ou nom. Du coup, le consommateur va se fier à un signal supposé indiquer une certaine qualité : prix, reconnaissance, ou présence sur la couverture ou à l'affiche d'un nom connu. Anticipant cela, le producteur va donc être prêt à payer très cher les artistes dont le nom fonctionne comme une garantie de qualité : les stars. Moshe Adler, ainsi que Ginsburgh et Van Ours montrent en outre que le statut de star repose moins sur un hypothétique talent supérieur que sur des questions de chance et de hasard. Ainsi, on constate que les résultats du concours Reine-Élisabeth sont fortement corrélés avec le rang de passage. Or, les lauréats de ce concours se voient proposés des contrats nettement plus rémunérateurs que ceux proposés à leurs concurrents moins chanceux dans l'ordre de passage.
Le Star System a en outre été amplifié par les évolutions technologiques des supports des biens culturels. Au XIXe siècle et au début du XXe siècle, l'audience, et donc les recettes produites par une célébrité comme Sarah Bernhardt étaient limitées par la capacité d'accueil des salles de spectacle. Le développement de la musique diffusée (radiodiffusion) ou enregistrée permet de toucher un public beaucoup plus large, ce qui multiplie le montant des gains accessibles. Dans la mesure où l'intégralité de cette rente supplémentaire n'est pas capturée par la star, les producteurs de musique ont une incitation forte à détecter et à recruter les futures stars, donc à donner une première chance à un grand nombre de débutants.

#### Trop d'artistes?
L'immense majorité des personnes se définissant comme « artistes » tirent d'activités non artistiques l'essentiel de leurs revenus. Comment expliquer que parmi celles-ci, une part ne se retire pas du marché du travail artistique, et continue à proposer un travail créatif qui ne rencontre pas de demande ? Deux explications dominent. D'une part, les artistes reçoivent du fait même de leur activité des gains non monétaires en matière de statut social et de considération au sein de leur propre milieu social. D'autre part, les gains de certains, les stars, sont si importants que beaucoup sont incités à tenter leur chance, de la même manière que les gains très importants au Loto font oublier à la plupart des joueurs que l'espérance mathématique de leurs gains est inférieure au prix du billet.
Comme le note Alain Herscovici, seule une infime partie de la production parvient à se rentabiliser : en 1986, 1 % des ayants droit affiliés à la SACEM touchaient plus de 300 000 francs, tandis que 71 % devaient se contenter de moins de 4 000 francs.

#### Gestion du risque
Si la perspective de gains importants et les gains non monétaires expliquent que les artistes gagnent en moyenne 6 % de moins que des personnes de qualification comparable (Randall Filer, 1986), leurs revenus monétaires totaux sont cependant équivalents du fait de la pratique fréquente d'une activité secondaire « alimentaire » permettant de lisser les hauts et les bas d'une carrière artistique. On constate empiriquement une asymétrie de situation entre les deux activités. Quand le niveau de rémunération de l'activité alimentaire augmente, on constate que les artistes ont tendance à diminuer le temps passé à cette activité (qui ne leur sert donc qu'à se garantir un revenu minimum) au profit du temps passé à des activités artistiques.

#### L'artiste et son œuvre
Dans l'analyse économique générale, la nature ou la qualité d'un bien produit importe peu au salarié payé à le produire, tant que cela n'a pas de répercussion sur son salaire. Ainsi, un ouvrier pourra être indifférent entre fabriquer des voitures ou des machines à laver si le travail demandé et le salaire sont les mêmes. Il n'en va pas de même des artistes. La plupart considèrent soit que l'œuvre est une expression, donc une part d'eux-mêmes, soit qu'ils ont un droit de regard sur son utilisation car elle conditionne fortement leurs revenus futurs. Cela implique une organisation fondamentalement différente de la production des biens culturels.

## Politiques culturelles
Directement ou indirectement, un grand nombre d'activités culturelles bénéficient de subventions ou de soutiens, voire sont gérées directement par des collectivités publiques. Hormis l'intégration directe dans la sphère de gestion publique, les soutiens publics aux activités culturelles prennent trois formes essentielles :
- Les subventions directes : elles sont accordées à des organisations non commerciales (des associations et des non profit organizations) ou à des organisations commerciales (dans les industries culturelles par exemple, notamment la production cinématographique). Pour ce qui est des musées, dans la plupart des pays européens, ils sont soit des établissements publics, soit reçoivent des aides des collectivités publiques dont ils dépendent[44].
- Les dispositions favorables principalement d'ordre fiscal : baisse de TVA (les livres bénéficient d'un taux de TVA réduit dans de nombreux pays européens), abattements pour les entreprises mécènes, crédits d'impôts pour des investisseurs (les SOFICA, Société pour le financement de l'industrie cinématographique et audiovisuelle, en France qui financent la production cinématographique par exemple) ou pour des donations. Pour les beaux-arts, les œuvres sont souvent exclues de l'impôt sur la fortune ou de l'évaluation des successions.
- Les dispositions régulant les rapports dans une chaîne (ou une filière) entre les différents acteurs qui y interviennent et en particulier entre les producteurs et les diffuseurs (par exemple, les organismes de télévision devant consacrer une partie de leur chiffre d'affaires (entre 1 et 5 % selon les pays) à investir dans la production audiovisuelle et cinématographique. Dans le domaine du livre, dix pays en Europe ont une forme de prix unique du livre.

Ces politiques ont pour justification l'existence de défaillances de marché et d'un effet multiplicateur de la dépense culturelle.

### Les ratés du marché de la culture
En plus des problèmes de biens publics posés par les musées et les bibliothèques, on peut argumenter que la consommation de biens culturels produit des effets bénéfiques pour l'ensemble de la société qui ne sont pas pris en compte par le marché. Une population mieux éduquée, dont le sens critique est entretenu par la lecture régulière, sera mieux à même de prendre de bonnes décisions lorsqu'elle est consultée qu'une population ignorante, par exemple. Victor Hugo mettait cet effet en avant lorsqu'il disait qu'ouvrir une école signifiait fermer une prison. De ce fait, la société peut être fondée à subventionner la consommation de biens culturels ainsi que leur production, soit directement, soit indirectement par le biais de taux de taxes réduites (tous les pays de l'Union européenne, sauf un, ont un taux réduit de TVA sur les livres) ou de dérogations aux règles normales de la concurrence (prix unique du livre).
Cependant, cette argumentation postule un effet positif difficile à prouver, et que les quantités et qualités fournies par le marché seraient insuffisantes. En l'absence de critères objectifs pour juger de la qualité de la production ou de la quantité optimale, ce débat relève moins de l'économie que de la politique, l'économie de la culture tâchant d'évaluer autant que faire se peut les conséquences quantitatives des différentes politiques.

### Le multiplicateur culturel
Les dépenses culturelles visant à rendre accessibles des monuments ou à organiser des festivals génèrent dans la région une activité économique parfois considérable, souvent nettement supérieure à la dépense initiale. De ce fait, elles peuvent être une forme efficace d'action de la puissance publique, qui génère de l'activité sans subventionner d'acteurs agissant dans des secteurs concurrentiels.
Ainsi, Alain Rafesthain, président de la région Centre, considère que le Printemps de Bourges vaut bien la subvention de la région, de près de 2,5 millions de francs, aide logistique comprise, pour un budget culturel de 105 millions de francs. Si le budget total du festival dépasse 20 millions de francs, les retombées touristiques et commerciales sont évidentes pour la ville de Bourges. De même, Benhamou estime que l'effet multiplicateur du Festival d'Avignon est voisin de deux. Or, ces deux festivals affichent des résultats exceptionnels. L'effet multiplicateur d'un festival dépasse rarement 1,05 à 1,3.
Si cet effet est facilement mesurable, il est plus difficile d'évaluer l'ampleur de l'effet de substitution : où se seraient portées ces dépenses en l'absence de la politique publique ? De plus, ces dépenses peuvent toujours être accusées de favoriser tel lieu géographique, tel monument, tel mode d'expression ou tel artiste, et de profiter souvent à un public plutôt aisé, et donc avoir un effet anti-redistributif.
Dans l'un ou l'autre cas, le problème essentiel des politiques culturelles dans les pays démocratiques est le contournement de l'accusation d'art officiel : l'action de la puissance publique se doit d'être au-dessus des effets de modes, de la tentation de la censure ou du favoritisme envers un art connu, sous peine de négliger l'émergence d'artistes novateurs. De ce fait, les choix d'attribution sont souvent délégués à des agents qui sont eux-mêmes partie prenante dans le secteur culturel, avec des intérêts propres.

### Ouvrages généraux
- (en) Victor Ginsburgh, David Throsby, Handbook of the Economics of Art and Culture, North-Holland, 2006 (ISBN 978-0444508706), Manuel de référence du domaine.
- (en) Ruth Towse (en), A Handbook of Cultural Economics, Edward Elgar, 2003, 494 p. (ISBN 978-1-84064-338-1)
- Françoise Benhamou, L'Économie de la culture, Paris, La Découverte, coll. « Repères », 2004 (réimpr. 5e éd.), 123 p. (ISBN 2-7071-4410-X, lire en ligne)Ouvrage de vulgarisation très accessible
- (en) Bruno Frey (en), Arts & Economics : Analysis & Cultural Policy, Springer, 2003, 246 p. (ISBN 3-540-00273-1, lire en ligne)
- (en) Richard Caves, Creative Industries [détail de l’édition]Une analyse des relations économiques dans le domaine des arts avec les outils de l'organisation industrielle.
- Ghislain Deslandes, Le Management des médias, La découverte, Paris, 2008.
- (en) David Throsby, Economics and Culture : David Throsby, Cambridge, Cambridge University Press, 2001, 208 p. (ISBN 0-521-58406-X)
- (en) Journal of Cultural Economics, Springer US, ISSN 0885-2545 (imprimé) 1573-6997 (en ligne)
- Le poids économique direct de la culture, Ministère de la Culture et de la Communication - DEPS, 2013 (en ligne)

### Ouvrages portant sur un aspect spécifique
- (fr) Isabelle Barbéris et Martial Poirson, L'Économie du spectacle vivant, Que sais-je?, Presses universitaires de France, 2013.
- Mario d'Angelo, La Renaissance du disque: les mutations mondiales d'une industrie culturelle, La Documentation Française, Paris, 1990
- Mario d'Angelo, Les Groupes médiatico-culturels face à la diversité culturelle, coll. Innovations & Développement no 6, éd. IDEE Europe, Paris, 2000 (réédition 2002)  (ISBN 2-909941-05-1).
- (en) Mario d'Angelo, Paul Vespérini, Cultural Policies in Europe: A Comparative Approach, Council of Europe Publishing, Strasbourg, 1998
- Françoise Benhamou, L'Économie de la culture, Paris, La Découverte, coll. « Repères, 192 », 2003 (réimpr. 4e éd.), 125 p. (ISBN 2-7071-3943-2)L'ouvrage de vulgarisation de référence en langue française
- Françoise Benhamou, Les Dérèglements de l'exception culturelle, Paris, Éditions du Seuil, coll. « La Couleur des idées », octobre 2006, 353 p. (ISBN 2-02-081844-2)
- Bruno Colin et Arthur Gautier (dir.), Pour une autre économie de l'art et de la culture [Manifeste], Ramonville Saint-Agne, Éd. Érès, coll. « Sociologie économique », 2008, 172 p. (ISBN 978-2-7492-0992-0)
- Claude Forest, L'Industrie du cinéma en France. De la pellicule au pixel, Paris, La Documentation française, coll. « Les études », mars 2013, 184 p. (ISSN 1763-6191)
- Jean-Baptiste Nouvion, Les valeurs cachées de l'art, Lyon, EM Lyon, 1998 (présentation en ligne).